# Stizocera suturalis
Stizocera suturalis là một loài bọ cánh cứng trong họ Cerambycidae.